# STS-113

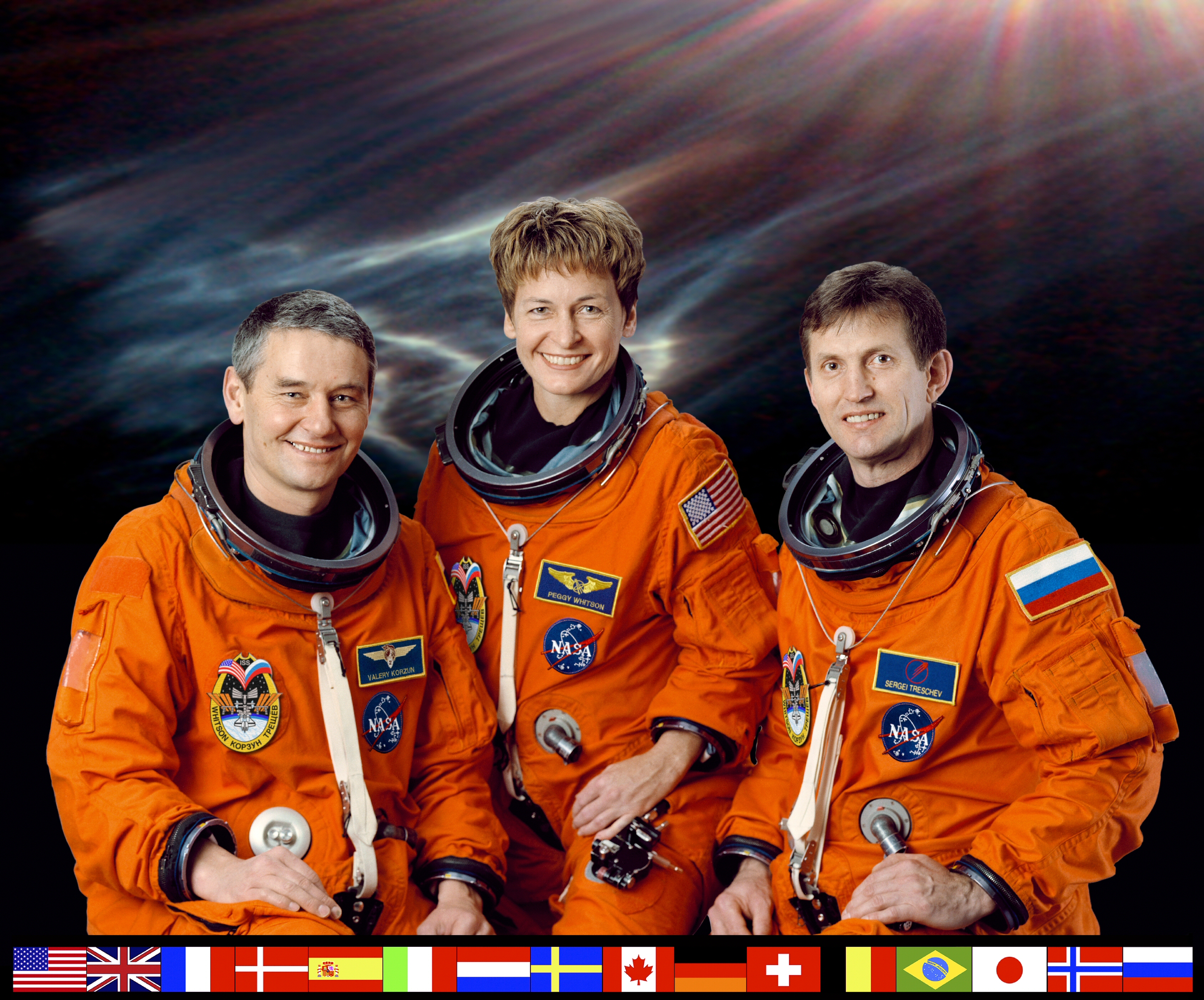
Equipaggio dell’Expedition 5

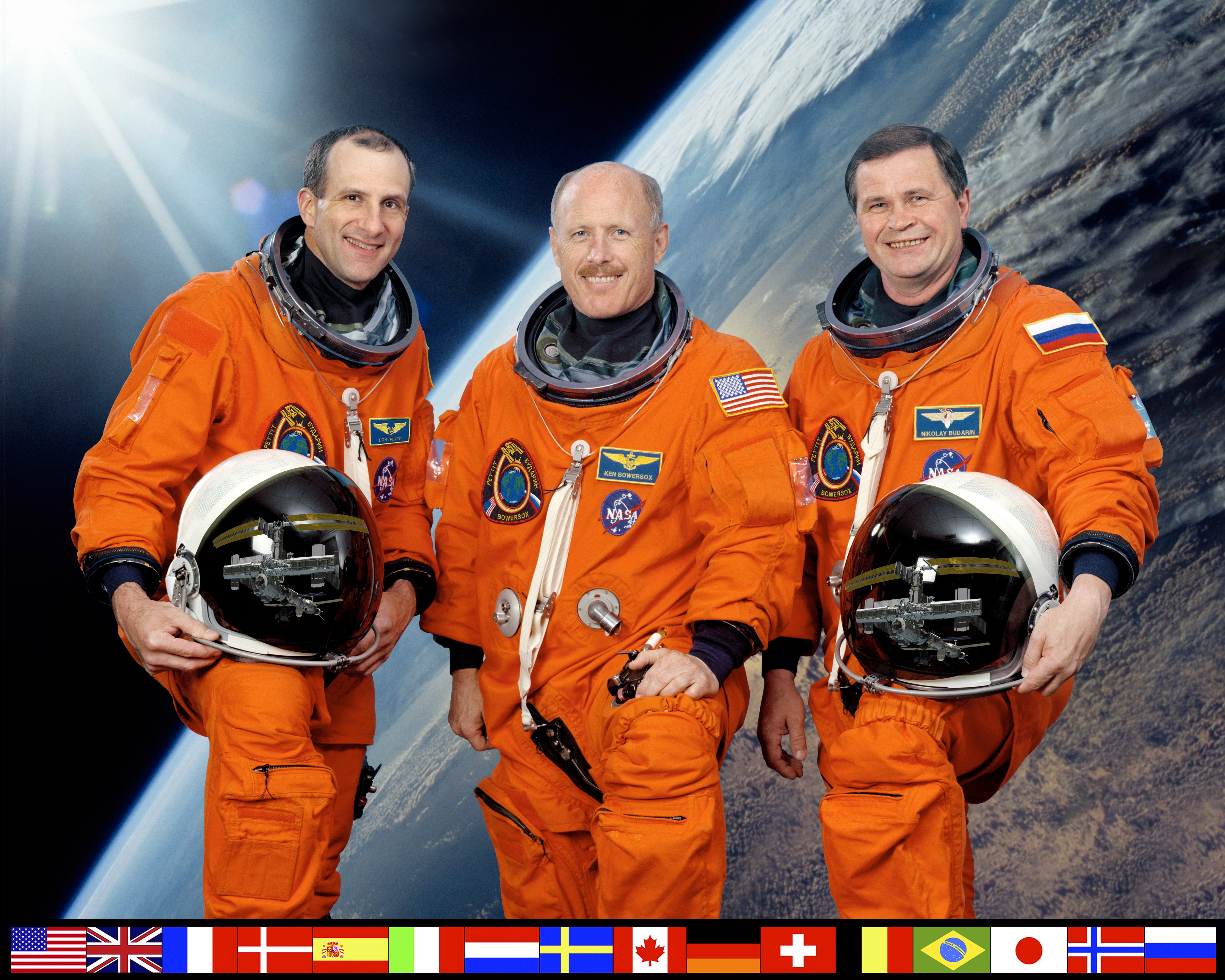
Equipaggio dell’Expedition 6

La STS-113 è stata una missione spaziale del Programma Space Shuttle.

## Equipaggio
- Comandante: James Wetherbee (6)
- Pilota: Paul Lockhart (2)
- Ingegnere di volo: John Herrington (1)
- Specialista di missione: Michael López-Alegría (3)

### Equipaggio in partenza per la ISS (Expedition 6)
- Comandante ISS Expedition 6: Kenneth Bowersox (5)
- Ingegnere di volo ISS: Nikolaj Michajlovič Budarin (3)
- Ingegnere di volo ISS: Donald Pettit (1)

### Equipaggio di rientro dalla ISS (Expedition 5)
- Comandante ISS Expedition 5: Valerij Grigor'evič Korzun (2)
- Ingegnere di volo ISS: Peggy Whitson (1)
- Ingegnere di volo ISS: Sergej Evgen'evič Treščëv (1)

Tra parentesi il numero di voli spaziali completati da ogni membro dell'equipaggio, inclusa questa missione.

## Parametri della missione
- Massa:
  - Navetta al lancio: 116.460 kg
  - Navetta al rientro: 91.498 kg
  - Carico utile: 12.477 kg
- Perigeo: 379 km
- Apogeo: 397 km
- Inclinazione: 51,6°
- Periodo: 92,3 minuti

### Attracco con l'ISS
- Aggancio: 25 novembre, 2002, 21:59 UTC
- Sgancio: 2 dicembre 2002, 20:50 UTC
- Durata attracco: 6 giorni, 22 ore e 51 minuti

### Passeggiate spaziali
- Lopez-Alegria e Herrington  - EVA 1
  - Inizio EVA 1: 26 novembre 2002 - 19:49 UTC
  - Fine EVA 1: 27 novembre 2002 - 2:34 UTC
  - Durata: 6 ore e 45 minuti
- Lopez-Alegria e Herrington  - EVA 2
  - Inizio EVA 2: 28 novembre 2002 - 18:36 UTC
  - Fine EVA 2: 29 novembre 2002 - 0:46 UTC
  - Durata: 6 ore e 10 minuti
- Lopez-Alegria e Herrington  - EVA 3
  - Inizio EVA 3: 30 novembre 2002 - 19:25 UTC
  - Fine EVA 3: 1º dicembre 2002 - 2:25 UTC

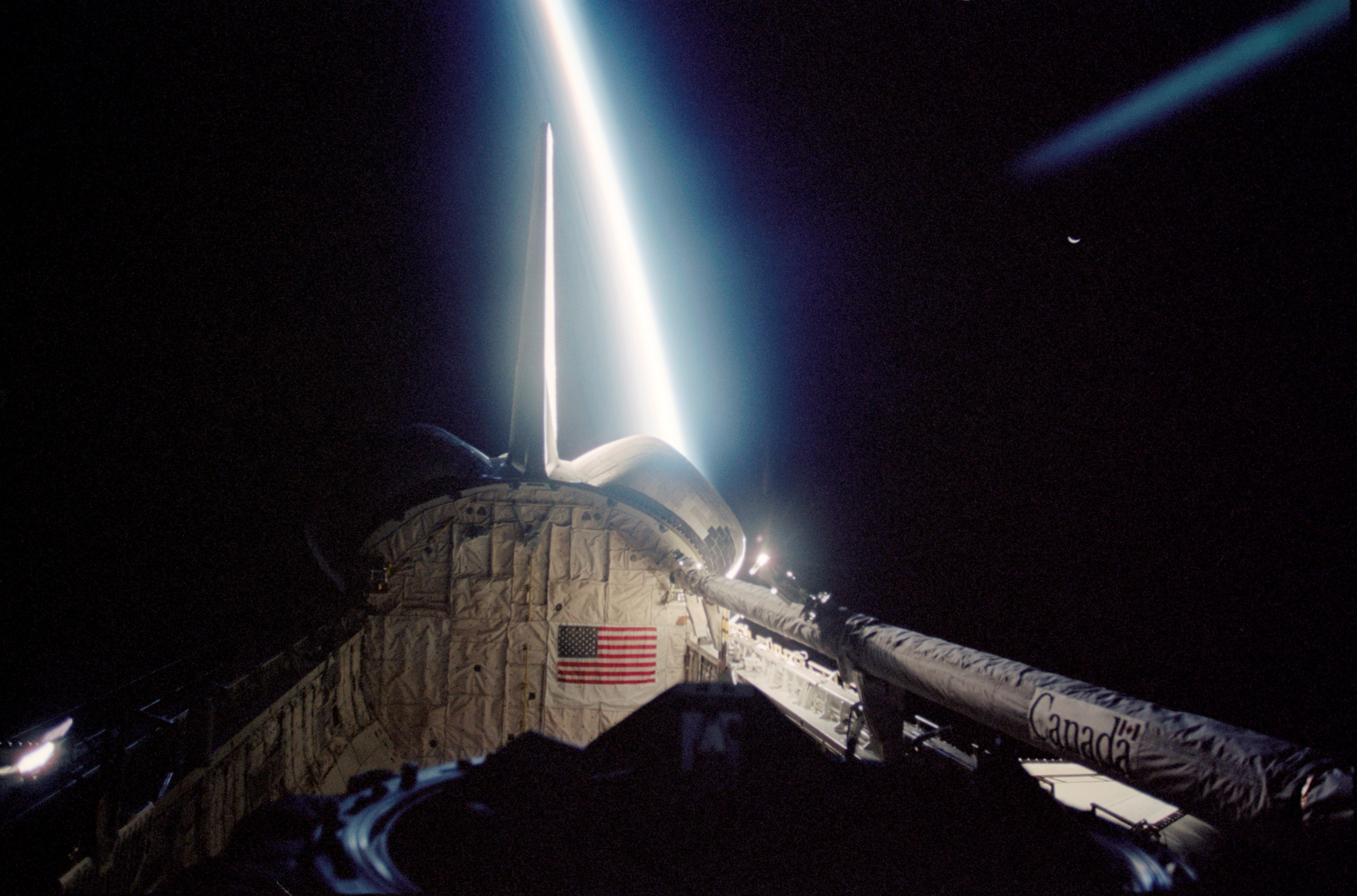
Orizzonte terrestre

  - Durata: 7 ore